# 越前松平家
越前松平家（えちぜんまつだいらけ）は、越前国を発祥とした松平氏庶流であり武家・華族だった家。越前家ともいう。徳川家康の次男・結城秀康を家祖とする一門全体を指す場合と、その領地の場所から福井松平家（福井藩）のみを指す場合があった。江戸時代には一門から複数の親藩大名家（家門）が出、明治維新後には侯爵に叙された福井松平家を筆頭に10家が華族に列した。

## 歴史

### 封建時代
家祖の秀康は、長兄・信康自刃ののちは家康の庶長子であったが、豊臣秀吉の養子となって徳川家を離れ、のちに下総結城氏を継いだこともあって、徳川家の家督および将軍職の後継者に選ばれなかった。関ヶ原の戦いののち、秀康は越前国北荘（福井）に68万石を与えられた。これにより越前松平家が成立する。『福井県史』は、秀康の越前入封を加賀・前田氏に備えたものとしている。
「家康は秀康が重篤と知るや、100万石の朱印状を出したが、秀康死去となり幻のものになった」という俗談も残っている。
越前藩は嫡男忠直が継いだが、将軍家に反抗的であるなどの理由で、叔父で岳父でもある第2代将軍秀忠によって、元和9年（1623年）に豊後国府内藩に配流された。秀康以来の重臣本多富正や、多賀谷村広・土屋忠次・矢野宗喜・雪吹重英らをはじめとする家臣団は、幕命で同母弟忠昌（福井松平家の祖）が越後国高田から移動した際に継承した。ただし忠直の附家老であった丸岡本多家の本多成重は独立した大名となり将軍家に直属し、異母弟三人（直政・直基・直良）への分封および越前敦賀郡の没収により、忠昌が入った福井藩は忠直時代から大幅に縮小し50万石となった。以後25万石への減封などを重ねながら幕末へと至る（廃藩時は32万石）。ただし他家から養子を迎えたため忠昌の血筋は宗昌の代で断絶している。
一方、忠直の嫡男光長に対しては、忠昌が領した高田25万石（26万石とも）が与えられた。しかし越後騒動で改易となり、光長は松山藩へ配流ののち赦免。元禄11年（1698年）に養子宣富（津山松平家の祖）に対して美作国津山に10万石が与えられた。以後、将軍家から養子を迎えるなどしつつ、紆余曲折を経ながらも廃藩置県まで続いた。

### 明治以降
明治維新後、それぞれの越前松平家の大名家は知藩事を経て明治4年（1871年）の廃藩置県まで務めた。また明治2年（1869年）6月17日の行政官達で公家と大名家が統合されて華族制度が誕生すると越前松平の各大名家は全家が華族に列した。ついで明治17年（1884年）7月7日の華族令の施行で華族が五爵制になると、旧中藩知事（現米5万石以上15万石未満）である旧福井藩（現米11万1010石）の松平茂昭、旧松江藩（現米14万5340石）の松平直亮、旧前橋藩（現米5万4450石）の松平基則の3人が伯爵に叙された。このうち茂昭は父慶永（春嶽）の維新の功によって1888年（明治21年）に侯爵に陞爵した。旧小藩知事（現米5万石未満）の旧津山藩（現米4万3120石）の松平康民、旧明石藩（現米4万3470石）の松平直徳、旧糸魚川（清崎）藩（現米5520石）の松平直静、旧広瀬藩（現米1万4390石）の松平直平、旧母里藩（現米5340石）の松平直哉の5人は子爵に列した。
茂昭の侯爵への陞爵をめぐっては同家の旧臣らの陞爵運動があり、春嶽の維新の功と旧幕時代の家格を考慮して伯爵から侯爵に陞爵あるよう請願書が出され、これが認められたものだった。口添えを依頼された勝海舟から伊藤博文に、伊藤博文から三条実美に口添えがあって実現した。一方、津山松平家の松平康民子爵も伯爵への陞爵運動を熱心に行い、同家が旧幕時代に福井松平家と同格だったことや維新にも功があったことを主張し、明治から大正にかけてたびたび陞爵請願を出したが、こちらは不許可に終わっており、子爵家のままだった。
福井松平の2代侯爵康荘は福井県の多額納税者になっている。3代侯爵康昌は内大臣秘書官や宮内省官僚を務めた。雲州松平の初代伯爵直亮は貴族院の伯爵議員、宗秩寮審議官、出雲育英会総裁、日本弘道会顧問などを歴任。公共事業や社会事業への貢献から藍綬褒章を受勲した。結城松平の2代伯爵直之は貴族院の伯爵議員に当選して務めた。津山松平の初代子爵康民は貴族院の子爵議員に5回当選して務めた。明石松平の初代子爵直徳は貴族院の子爵議員に4回当選して務めるとともに実業家としても活躍し、明石銀行（五十六銀行、神戸銀行などを経て現・三井住友銀行）や辰馬本家酒造（白鹿グループ）の取締役などを務めた。広瀬松平の2代子爵頼和はドイツの大学に留学して経済学を収めて博士号（ドクトル）を取得し、帰国後宮内省に官僚として勤務し、東京府多額納税者となっていた。
昭和前期の邸宅・居住地は、福井松平家は東京市渋谷区千駄ヶ谷、雲州松平家は東京市四谷区元町、結城松平家は東京市淀橋区柏木町、津山松平家と明石松平子爵家と清崎松平子爵家は東京市目黒区上目黒、広瀬松平子爵家は東京市麻布区広尾町、母里松平子爵家は上海狄思威路にそれぞれあった。
旧大名家以外の越前松平家からも叙爵された者が出ている。福井松平の分家松平慶民（春嶽五男）は明治39年（1906年）に子爵に叙されている。華族分家は通常男爵であり、子爵に叙されるのは異例である。また津山松平の分家の松平斉も明治21年（1888年）に男爵に叙された。越前一門ではないが、旧福井藩重臣で会津征伐において戦功をあげ、明治以降、宮城県知事や熊本県知事、内務次官、貴族院勅撰議員などを歴任した松平正直（長沢松平氏）が、勲功により明治33年（1900年）、男爵に叙されている。

## 越前松平家の分枝
- 越前松平家は分家が多く、越前松平家の大名は福井松平家、雲州松平家、結城松平家、明石松平家、津山松平家の五家が分かれ、さらに福井家から清崎松平家、雲州家から広瀬松平家・母里松平家が分かれ、合計で8家を数える[30]。これらは後世便宜上、越前松平家の系譜および系図の史料で分類され、本記事でも以下でその名称を用いる。
- 大名として独立しなかった庶家は、秀康の生母長勝院の苗字である永見氏を名乗った。

### 越前松平家一門
- 福井松平家（伯爵→侯爵[11]） - 結城秀康の次男忠昌を祖とする。
  - 清崎松平家（子爵[13]） - 松平光通の長男直堅を祖とする。
  - 福井松平分家（子爵[27]） - 松平慶永の三男慶民を祖とする。
- 雲州松平家（伯爵[11]） - 結城秀康の三男直政を祖とする。
  - 広瀬松平家（子爵[13]) - 松平直政の次男近栄を祖とする。
  - 母里松平家（子爵[13]) - 松平直政の三男隆政を祖とする。
- 結城松平家（伯爵[11]） - 結城秀康の五男直基を祖とする。
- 明石松平家（子爵[13]） - 結城秀康の六男直良を祖とする。
- 津山松平家（子爵[13]） - 松平光長の養子宣富を祖とする。
  - 津山松平分家（男爵[28]） - 松平斉民の八男斉を祖とする。

## 系図
凡例：太字は当主、実線は実子、点線は養子。数字は代数を表す。

### 結城松平家
初代の直基は結城晴朝に養育され、父秀康と他の兄弟が松平氏に復縁したため、養祖父から下総結城氏の家督（名跡）を継承した。しかし祖父の死後に松平氏を称した（家紋は結城氏のものを継承）。最終的に前橋藩主として明治時代を迎えたが、江戸時代の間に姫路藩、山形藩、白河藩、川越藩など何度も転封を繰り返しており、第2代当主の直矩のように一代で何度も転封させられた者もいる。

## 宗家論争
福井松平家と津山松平家の間には越前松平宗家をめぐる論争が江戸時代からあった。寛保年間に幕臣の菊池弥文が諸侯格付けをまとめた『柳営秘鑑』は福井家を「本家」、津山家を「嫡家」などと曖昧な表現をしている。官位や江戸城内における殿席では福井の方が上級扱いされていた。
1884年（明治17年）の華族令施行により華族に五爵制が導入され、福井（伯爵→侯爵）と津山（子爵）の間に明確な家格差が付けられたことでこの論争が再燃した。特に1888年（明治21年）に福井松平が侯爵に陞爵した後に津山松平が熱心に陞爵運動を行うようになった。東久世通禧書簡の中に「故確堂家 越前本家にて伯爵之事」という一文があり、津山が越前松平の「本家」であることを理由にして伯爵陞爵運動をやっていたことが確認できる。津山の松平康民子爵の伯爵陞爵請願は明治から大正にかけて実に8回に及ぶが、いずれも不許可に終わっている。

## 菩提寺
- 運正寺（浄土宗）
- 大安禅寺（臨済宗）